# (73872) Stefanoragazzi
(73872) Stefanoragazzi est un astéroïde de la ceinture principale.

## Description
(73872) Stefanoragazzi est un astéroïde de la ceinture principale. Il fut découvert le 7 janvier 1997 à Colleverde par Vincenzo Silvano Casulli. Il présente une orbite caractérisée par un demi-grand axe de 2,35 UA, une excentricité de 0,14 et une inclinaison de 10,3° par rapport à l'écliptique.